# Institutul Muncii al Confederației Naționale a Sindicatelor din Moldova

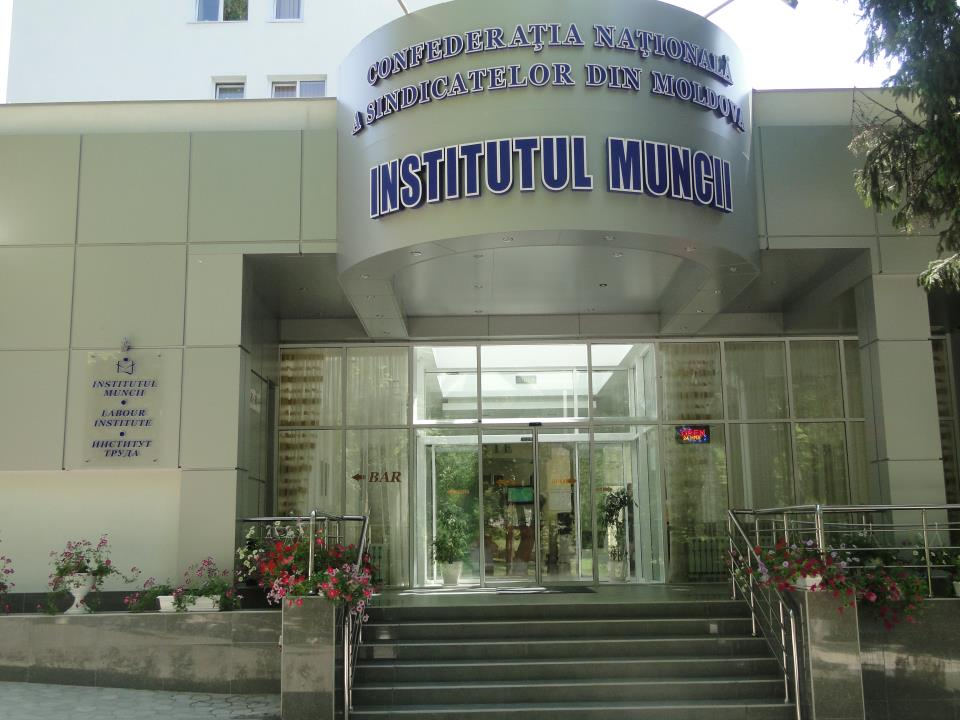
Sediul Institutului Muncii

Institutul Muncii al Confederației Naționale a Sindicatelor din Moldova este centrul de pregătire a cadrelor sindicale, orientat spre susținerea principiilor parteneriatului social în relațiile de muncă, susținerea sindicatelor și membrilor acestora în protecția drepturilor, intereselor profesionale și social-economice ale oamenilor muncii. Institutul Muncii a fost fondat în anul 1964 și reușește de-a lungul anilor să rămînă centrul metodico-didactic al sindicatelor din Moldova. Prin urmare, Institutul Muncii cercetează diverse probleme legate de situația salariaților pe piața muncii, studiază nevoile și cererile de instruire ale organizațiilor sindicale, membrilor de sindicat și salariaților din economia națională și oferă programe și servicii de informare, instruire și consultanță. Institutul Muncii este parte a sistemului de formare continuă a adulților din Republica Moldova, este specializat în probleme de orientare și formare continuă a salariaților și reprezintă suportul de bază a unuia dintre partenerii sociali – sindicatul.

## Conducere
În prezent conducerea Institutului Muncii este asigurată de: 
- Viorel BRAGA - Directorul general;
- Dorin SURUCEANU – Director adjunct.

## Istoric
Institutul Muncii, în calitate de centru național didactico-științific, pe parcursul a 5 decenii, a acumulat o experiență bogată în domeniul formării sindicale și de cercetări și a contribuit la dezvoltarea mișcării sindicale din Republica Moldova. Primul document, care stabilește politicile în domeniul creării sistemului de instruire sindicală datează, conform documentelor de arhivă, cu 17 septembrie 1964, ziua când Prezidiul Consiliului Republican al Sindicatelor din Moldova a adoptat hotărârea cu privire la crearea cursurilor sindicale. 
În primii 10 ani de activitate, Institutul nu poseda bază materială și îi revenea responsabilitatea de a organiza instruirea potrivit rolului sindicatelor în calitate de „școală a comunismului”. O nouă etapă în activitatea centrului de instruire începe odată cu darea în exploatare,în anul 1975, a complexului didactic care includea: un cămin cu 140 locuri, 5 săli de studii, 4 cabinete metodice, bibliotecă, ospătărie, sală de sport.
În perioada anilor 1976 – 1990, anual erau susținute cursuri pentru mai mult de 60 mii de cadre și activiști sindicali, și alte categorii din cadrul unităților economice a sindicatelor. În perioada de tranziție și transformările care au avut loc în societate și în mișcarea sindicală au condus la schimbări și în activitatea Centrului de Instruire. După proclamarea independenței sindicatelor, începând cu anul 1991, instituția sindicală trece printr-o perioadă de criză, activînd în condiții de autogestiune și autofinanțare, iar numărul cursanților în anii 1991-1993 s-a micșorat de 10 ori față de perioada precedentă.Prima decizie cu privire la crearea sistemului educațional în noile condiții a fost adoptată de Centrul Sindical Național în august 1993.
În anul 1995 toate centrele naționale pe ramură și-au desfășurat congresele în incinta Centrului.
În februarie 1998, Federația Generală a Sindicatelor din Moldova a adoptat concepția învățământului sindical, care a pus baza instruirii eșalonate a cadrelor și activului sindical. Un eveniment important în activitatea centrului de instruire este desfășurarea în martie 1999 a primei conferințe practico-științific ce cu genericul „Problemele învățămîntului sindical la etapa actuală”, care a formulat mesajul principal al educației sindicale – profesionalizarea cadrelor sindicale.
Anul 2000 este an de cotitură în activitatea Centrului Didactico-Metodic, fiind reformat în Institutul Muncii. Conform statutului, Institutul a devenit elementul cheie al sistemului educațional național-sindical cu două compartimente principale de activitate:
- educația sindicală;
- activitatea științifică.

În perioada anilor 2001-2007, activitatea instituției este marcată realitatea specifică mișcării sindicale din Moldova la acel timp. Tot atunci, au fost licențiate programe educaționale, cum ar fi: „parteneriatul social în sfera muncii”, „securitatea și sănătateaîn muncă”. Beneficiind de suportul colegilor din centrele sindicale naționale pe ramurală, a fost posibilă realizarea unui program vast editorial. Au fost elaborate un șir de lucrări printre care:
- negocierea contractului colectiv de muncă;
- impactul educației asupra dezvoltării sindicatelor;
- catalogul formării sindicale;
- motivația apartenenței la sindicat;
- educația sindicală-imperativ al timpului;
- efectele aplicării legii sindicatelor;
- efectele aplicării CCM

Institutul Muncii a stabilit relații de colaborare atît pe plan național, cît și internațional. S-au semnat acorduri bilaterale de colaborare cu Academia de Studii Economice din Moldova, Universitatea de Stat din Moldova, Universitatea „Alecu Russo”, un șir de ONG-uri. La nivel internațional, Institutul Muncii dezvoltă parteneriate cu instituții similare din Belarus, Rusia, Ucraina, România, Grecia, Austria. 
Din anul 1999 este membrul al Asociației Instituțiilor Sindicale din spațiul CSI. În anul 2003 se produce afilierea la Federația Internațională a Asociațiilor de Instruire Muncitorească. Colaborarea Institutului cu Institutul de Educație Sindicală CNSLR-FRĂȚIA, Institutul Muncii din Grecia, Școala Sindicală din Austria al OGB merită o apreciere deosebită.
În 2009 a fost realizat un program vast de modernizare, renovare și înzestrare a bazei materiale a Institutului, a fost construită o sală contemporană de conferințe,hotelul, blocul de studii, dotarea cu echipament pentru activitatea didactică, spălătorie etc. În perioada indicată, peste 20 mii cadre sindicale și activiști susțin diverse cursuri de instruire. Un nou proiect deosebit a fost Școala Sindicală din Moldova, realizată conform modelului austriac de instruire. 
În martie 2013 au avut loc schimbări în conducerea Institutului, se asigură continuitatea, se consolidează echipa educațională, sînt trasate noi strategii în conformitate cu imperativul timpului și programul CNSM pentru 2012-2017. Obiectivul principal al Institutului Muncii la etapa actuală și pe viitor este afirmarea pe plan național și internațional în calitate de centru de resurse umane, analitico-științific și didactico-metodic în domeniul sindicalismului modern.

## Domenii de activitate
1. Formare sindicală - (elaborarea curriculelor, formare de formatori) -compartiment de coordonare operativă a activității de formare sindicală;
2. Formare profesională continuă - (management sindical, parteneriat social,dreptul muncii, securitatea și sănătatea în muncă, negociator sindical,managementul proiectelor) – compartiment de coordonare operativă a activitățiide formare profesională continuă;
3. Cercetări- compartiment de coordonare operativă a activității de cercetări

## Compartimente structurale
1. Direcția formare sindicală - compartiment de coordonare operativă a activitățiide formare sindicală;
2. Direcția cercetări – compartiment de coordonare operativă a activității decercetări;
3. Direcția formare profesională continuă – compartiment de coordonareoperativă a activității de formare profesională continuă;
4. Sectorul relații naționale și internaționale ( birou de proiecte) –compartimentfuncțional de coordonare operativă a activității de colaborare națională șiinternațională;
5. Sectorul organizare, informare, logistică și monitorizare – compartimentfuncțional de coordonare operativă a activității de organizare, informare, logistică șimonitorizare.

## Direcții de activitate
Elementul de bază al sistemului educației sindicale și formării cadrelor sindicale a Confederației Naționale a Sindicatelor din Moldova este Institutul Muncii, căruia îi revine sarcina organizării ne mijlocite a activității educaționale în cadrul CNSM. Activitatea de instruire și de formare sindicală a Institutului Muncii este desfășurată în conformitate cu Concepția educației sindicale și orientată spre îndeplinirea politicilor și Strategiei Confederației Naționale a Sindicatelor din Moldova pentru anii 2012-2017, care la capitolul „Realocarea resurselor umane șiformarea acestora” stipulează realizarea activităților în vederea consolidării mișcării sindicale din țară și a formării unui efectiv cu convingeri sindicale ferme, poziție activă și motivație puternică de apartenență la sindicat. În scopul realizării acestui deziderat, activitatea Institutul Muncii este axată în special pe următoarele direcții principale: 
- coordonarea și implementarea metodologiei științifico-didactice a sistemuluieducațional al CNSM; elaborarea programelor de formare continuă a funcționarilor și activiștilorsindicali și a programelor tematice;
- formarea cadrelor și militanților sindicali de nivel național-interramural;
- acordarea asistenței metodico-didactice pentru desfășurarea procesului de formarela diferite niveluri;
- efectuarea studiilor, sondajelor sociologice, analizelor, cercetărilor științifice îndomenii de interes sindical;

Institutul Muncii furnizează servicii educaționale la standarde înalte de calitate, adaptate permanent nevoilor organizațiilor sindicale, pentru a crește impactul acțiunilor lor în societate și a transforma instruirea sindicală într-un proces educațional modern și accesibil pentru toate categoriile efectivului sindical.

## Afiliere și colaborare
Institutul Muncii este membru al Asociației Internaționale a Instituțiilor deFormare și Cercetare în domeniul Relațiilor de Muncă (Moscova) http://www.atiso.ruși%5Bnefuncțională%5D colaborează cu:
- Centre internaționale de formare și cercetări sindicale:

- Institutul European al Sindicatelor/European Trade Union InstituteETUI http://www.etui.org/
- Programul pentru activități cu muncitorii/Programme for Workers' Activities(ACTRAV), International Training Centre of the ILO http://actrav.itcilo.org/ Arhivat în 6 ianuarie 2009, la Wayback Machine.
- Academia Muncii și Relațiilor Sociale, Moscova http://www.atiso.ru
- Academia Muncii și Relațiilor Sociale, Kiev http://www.socosvita.kiev.ua
- Instituții de formare și cercetare ale statului și patronatelor:

- Inspectia Muncii de Stat http://www.inspectiamuncii.md
- Confederația Națională a Patronatelor din Moldova http://www.cnpm.md/
- Biroul Național de Statistică http://www.statistica.md/
- Academia de Administrare Publică de pe lîngă Președintele RepubliciiMoldova http://aap.gov.md/
- Instituțiile de învățămînt superior din Moldova

- Universitatea de Stat din Moldova http://usm.md/
- Academia de Studii Economice din Moldova http://www.ase.md/
- Universitatea de Stat „Alecu Russo” din Bălți
- Programe internaționale & ONG-uri- Oficiul Național al OIM http://www.mpsfc.gov.md/md/ilo/ Arhivat în 10 iulie 2015, la Wayback Machine.

- Biroul FES în Moldova http://www.fes-moldova.org/%5Bnefuncțională+–+%5D
- Centrul Contact http://www.contact.md/
- DVV Internațional Moldova http://dvv-international.md/
- Centrul de informare a muncitorilor migranți http://muncitorimigranti.md/